# Луци
Лу̀ци (на италиански: Luzzi, на местен диалект i Lùzzi, и Луци) е град и община в Южна Италия, провинция Козенца, регион Калабрия. Разположен е на 375 m надморска височина. Населението на общината е 9498 души (към 2012 г.).